# ㅇ
ㅇ (reviderad romanisering: ieung, hangul: 이응) är den åttonde bokstaven i det koreanska alfabetet. Den är en av fjorton grundkonsonanter.